# Черепаха річки Мері
Черепаха річки Мері (Elusor macrurus) — єдиний вид черепах з роду Elusor родини Змієшиї черепахи. Інша назва «велика короткошия черепаха довгохвоста».

## Опис
Загальна довжина карапаксу досягає 37,8—40 см, зрідка 50 см. Це найбільша короткошия черепаха Австралії. Голова сплощена з боків, вкрай маленька. Очі великі. Шия доволі коротка. На підборідді присутні 4 м'ясистих вусика, два середніх з яких довгі й товстенькі. Око наділено мигальною мембраною. Карапакс низький, гладенький та подовжений. Плечові та стегнові кістки майже рівні. Задні лапи дуже великі. Хвіст досить довгий, складає дві третини панцира.
Карапакс дорослих особин чорно-коричневого кольору. Пластрон сірий або темно-сірий. Шкіра зверху сіра, а знизу світліша з блакитним відтінком. Ніс рожевий.

## Спосіб життя
Полюбляє річки з чистою водою й пологими берегами. Мешкає на висоті до 30 м над рівнем моря. Черепаха всеїдна. Харчується здебільшого водоростями і двостулковими молюсками.
Відкладання яєць відбувається з жовтня до листопаду на піскових берегах. Самиця робить більше 1 кладки по 14—15, рідко 25, яєць із твердою шкарлупою, розміром 34—37 × 22,5-25 мм. Термін інкубації — 8 тижнів. Новонароджені черепашенята з'являються з коричневим карапаксом з медіальним кілем.

## Розповсюдження
Мешкає у басейні річки Мері та її притоках у Квінсленді (Австралія).